# Wolfgang Hackbusch
Wolfgang Hackbusch (* 24. Oktober 1948 in Westerstede) ist ein deutscher Mathematiker und Leibniz-Preisträger.

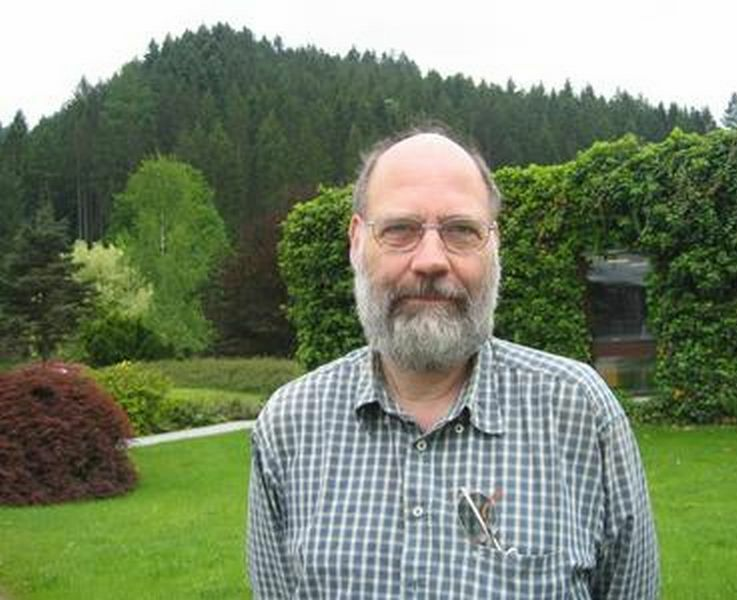
Wolfgang Hackbusch, Oberwolfach 2008

Hackbusch studierte ab 1967 Mathematik in Marburg und Köln, wo er 1973 bei Roland Bulirsch mit der Dissertation Die Verwendung der Extrapolationsmethode zur numerischen Lösung hyperbolischer Differentialgleichungen promoviert wurde. 1979 folgte in Köln die Habilitation. Er nahm dann zunächst 1980 einen Ruf an die Ruhr-Universität Bochum an und wechselte 1982 auf den Lehrstuhl für Praktische Mathematik an der Universität Kiel. 1999 wurde er wissenschaftliches Mitglied am Max-Planck-Instituts für Mathematik in den Naturwissenschaften in Leipzig, wo er seit 2000 einer der Direktoren war. Zugleich blieb er der Kieler Universität als Honorarprofessor verbunden. Seit 2014 ist Hackbusch emeritiertes Wissenschaftliches Mitglied des MPI für Mathematik in den Naturwissenschaften.
Hackbuschs vornehmliches Forschungsgebiet sind numerische Verfahren zur Lösung von Integral- und partiellen Differentialgleichungen. Weltbekannt wurde er in Fachkreisen durch seine Arbeiten über Mehrgitter-Verfahren, die er unabhängig entwickelte. Hackbusch lieferte essentielle Beiträge zum Verständnis dieser Verfahren und konnte darauf aufbauend weitere wichtige Ansätze wie Panel-Clustering und H-Matrizen entwickeln.
Er ist seit 1993 Mitglied der Berlin-Brandenburgischen Akademie der Wissenschaften. 1998 hielt er einen Plenarvortrag auf dem Internationalen Mathematikerkongress in Berlin (From classical numerical mathematics to scientific computing). Von 1999 bis 2004 war er Mitglied im Rat des IPAM der University of California, Los Angeles. Im Jahr 2006 wurde Hackbusch zum Mitglied der Leopoldina gewählt. 
1994 erhielt Hackbusch den Leibniz-Preis, 1996 die Brouwer-Medaille. 2020 empfing er den mit 50.000 Euro dotierten Heinz Gumin Preis für Mathematik der Carl Friedrich von Siemens Stiftung.

## Schriften
- Multi-grid methods and applications, 1985, Springer Berlin, ISBN 3-540-12761-5
- Iterative Lösung großer schwachbesetzter Gleichungssysteme, 1993, 2. Auflage, Teubner Verlag, ISBN 3-519-12372-X
- Theorie und Numerik elliptischer Differentialgleichungen, 1996, 2. Auflage, Teubner Verlag, ISBN 3-519-12074-7
- Integralgleichungen: Theorie und Numerik, 1997, 2. Auflage, Teubner Verlag, ISBN 3-519-12370-3
- Hierarchische Matrizen, Jahrbuch MPG 2001
- Hierarchische Matrizen: Algorithmen und Analysis, 2009, Springer Berlin, ISBN 3642002218